# Anchoa en salazón

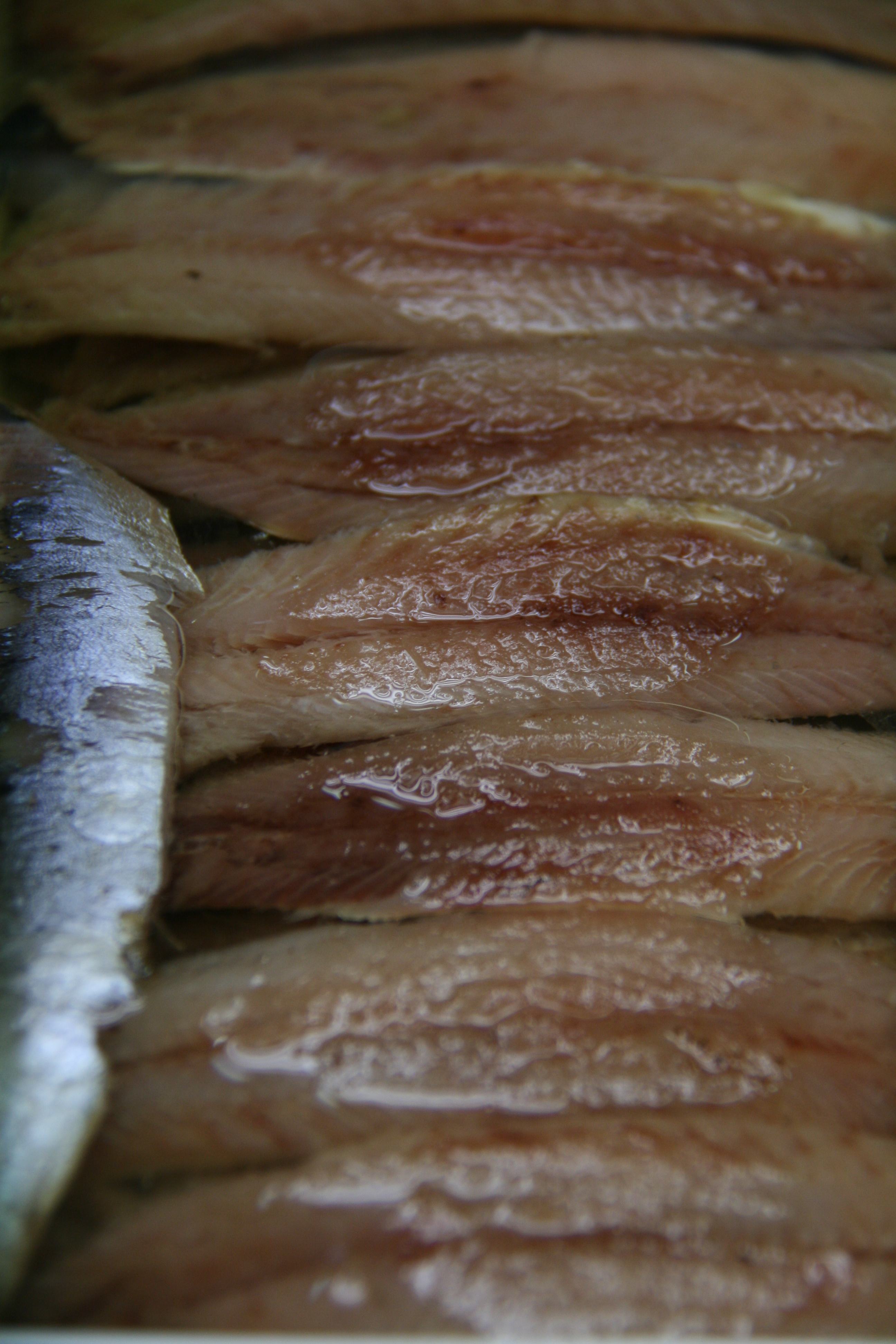
Lomos de anchoa en salazón

Las anchoas en salazón (denominada también como anchoas en salmuera) son una preparación en salazón de las anchoas (Engraulis encrasicholus). Se presentan ante el consumidor tras su limpieza, fileteado, salazón y sumergimiento en aceite vegetal (dependiendo del país puede ser aceite de oliva u otro de menor precio, por ejemplo de girasol), siendo puestas en latas, tarros de cristal, o barriles de madera.
Actualmente en varias localidades de Cantabria se elaboran la mayor y mejor producción de anchoas del mundo, Santoña, Laredo, Colindres, Castro-Urdiales y San Vicente de la Barquera congregan la mayor parte de las fábricas manufactureras.

## Historia
De la producción en España se conoce de forma documental desde el año 1250, cuando Alfonso XI concede a la vila de Laredo (Cantabria) la posibilidad de que pudiese hacer salazones para el resto de Castilla. No fue hasta 1880 cuando en Santoña llega el primer salazonero italiano Giovanni Vella e instala la primera fábrica de salazón del cantábrico, ya que hasta ese momento en dicho lugar se hacían conservas fundamentalmente de escabeche pero nunca se había trabajado la anchoa.

## Características
Las anchoas en salazón suelen elaborarse a lo largo del mes de mayo. Época en la que se pescan con redes de cerco, una vez capturadas y vendidas en subasta en puerto,: se hacen salazón. En el Sur de Italia se realiza conserva de anchoa desde tiempo del Imperio Romano (a raíz de su elaboración del garum), este conocimiento se propaga a lo largo de todo el mediterráneo y llega a España.
Suelen ser un ingrediente típico de las pizzas, la salsa Worcestershire y la pasta putanesca.